# HD 76805
HD 76805 är en trippelstjärna belägen i den mellersta delen av stjärnbilden Seglet och som också har Bayer-beteckningen H Velorum. Den har en kombinerad skenbar magnitud av ca 4,68 och är svagt synlig för blotta ögat där ljusföroreningar ej förekommer. Baserat på parallax enligt Gaia Data Release 2 på ca 8,6 mas, beräknas den befinna sig på ett avstånd på ca 380 ljusår (ca 117 parsek) från solen. Den rör sig bort från solen med en heliocentrisk radialhastighet på ca 22 km/s.

## Egenskaper
Primärstjärnan HD 76805 Aa är en blå till vit stjärna i huvudserien av spektralklass B5 V. Den har en massa som är ca 4 solmassor, en radie som är ca 2,7 solradier och har ca 20 gånger solens utstrålning av energi från dess fotosfär vid en effektiv temperatur av ca 16 000 K.
Primärstjärnan är en spektroskopisk dubbelstjärna med två huvudseriestjärnor av spektralklass B i en omloppsbana på 1,1 dygn. En visuell följeslagare av magnitud 8,0 ligger separerad med 2,7 bågsekunder och beräknade omloppsperiod av 646 000 år.